# بیل کوئین
بیل کوئین (انگلیسی: Bill Quinn؛ ‏ ۶ مهٔ ۱۹۱۲ – ۲۹ آوریل ۱۹۹۴) یک هنرپیشه اهل ایالات متحده آمریکا بود.
از فیلم‌ها یا مجموعه‌های تلویزیونی که وی در آن‌ها نقش داشته است، می‌توان به همگی در خانواده اشاره نمود.